# 喬治式建築

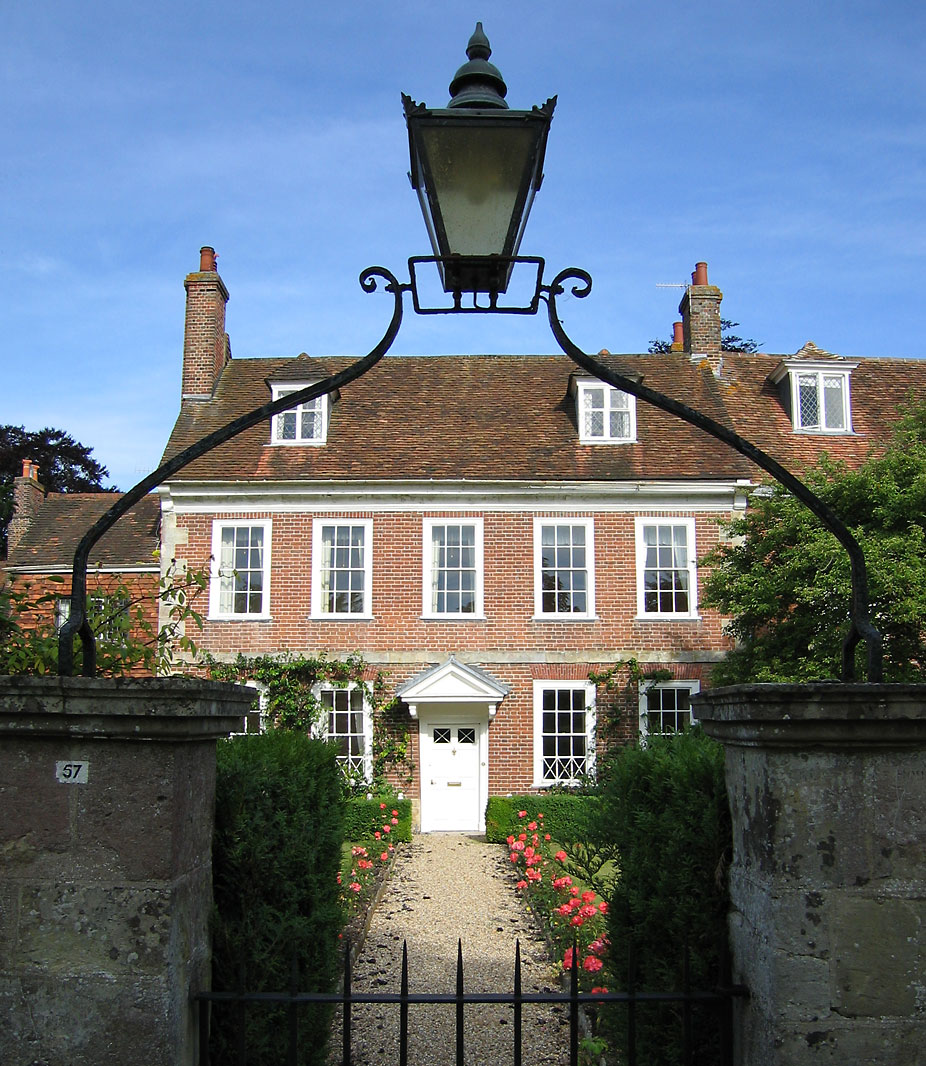
英国索尔兹伯里的中产阶级宅邸，一个典型的喬治時代建築

喬治式建築（英語：Georgian architecture）是指1720年和1840年之間，在大多數英語系國家出現的建築風格。出現時期約為漢諾威王朝前四位英國君主（喬治一世、喬治二世、喬治三世和喬治四世）從1714年8月到1830年6月統治英國期間。它本質上是古典主義建築，強調結構對稱。排房在這一時期流行開來。

## 外部連結
维基共享资源上的相關多媒體資源：喬治式建築